# Wolfgang Büttner
Wolfgang Büttner (1 de junio de 1912 – 18 de noviembre de 1990) fue un actor alemán.

## Biografía
Nacido en Rostock, Alemania, era hijo de un médico. Finalizados sus estudios de secundaria (Abitur) en 1930 en su ciudad natal y en Gotinga, recibió formación de germanística, teatro, filología románica e inglesa. Pero pronto reconoció su gusto por la actuación y dejó sus estudios. En 1932 fue la escuela de teatro Ernst Busch, en Berlín, finalizando su formación en 1934, momento en el que obtuvo un compromiso con la compañía de Agnes Straub. Más adelante actuó en el Altonaer Theater, y en 1937 llegó al Schauspiel de Fráncfort del Meno.
En el año 1944 fue llamado para servir en la Wehrmacht durante la Segunda Guerra Mundial, siendo prisionero de los franceses hasta su liberación en 1946. Inmediatamente reanudó su trabajo como actor teatral, actuando en 1947 en el Jungen Theater de Múnich. En 1948 fue miembro del Bayerisches Staatsschauspiel, dejando el mismo en 1960 por desavenencias con el entonces director, Helmut Henrichs. En los años siguientes hizo numerosas actuaciones como invitado en diferentes teatros alemanes.
Inició su carrera en el cine en 1950 con el largometraje Kronjuwelen. En las décadas de 1950 y 1960, al igual que su colega Wolfgang Preiss, interpretó numerosos personajes militares. Ambos actuaron juntos en 1955, bajo la dirección de Falk Harnack, en Der 20. Juli, cinta sobre el fallido intento de asesinato de Adolf Hitler en el verano de 1944. 
También trabajó con frecuencia en producciones televisivas, principalmente desde finales de los años cincuenta. En 1959 participó, junto a Heinz Weiss y Hans Epskamp, en la miniserie So weit die Füße tragen, y un año después, con Fritz Umgelter, Utz Richter, Hans Pössenbacher y Anneli Granget, en otra miniserie Am grünen Strand der Spree. Ambas producciones contribuyeron en gran medida a acrecentar la fama de Büttner. Otra actuación televisiva destacada tuvo lugar en 1966 la serie de ciencia ficción Raumpatrouille – Die phantastischen Abenteuer des Raumschiffes Orion, en el episodio Die Raumfalle.
El versátil intérprete, que empezó a sufrir una parálisis progresiva en la década de 1960, fue también un actor de voz. Entre los muchos actores a los que dobló figuran Edward G. Robinson, Donald Pleasence, Cyril Cusack, John Gielgud y Laurence Olivier. Además, como actor de voz participó en numerosas emisiones radiofónicas.
Büttner actuó por última vez en 1988, participando en silla de ruedas en la obra dirigida por Niels-Peter Rudolph en Stuttgart Don Carlos. 
Wolfgang Büttner falleció en Gauting, Alemania, en el año 1990. Fue enterrado en el Cementerio Gräfelfing, en el Distrito de Múnich. Büttner había estado casado con la actriz Eleonore Noelle (1924–2004), con la que tuvo dos hijos, uno de ellos fallecido en junio de 1971 en un accidente ferroviario.

## Filmografía (selección)
- 1950 : Kronjuwelen
- 1951 : Das ewige Spiel
- 1952 : Der große Zapfenstreich
- 1954 : The Black Forest (telefilm)
- 1954 : Eight Witnesses (telefilm)
- 1955 : Der dunkle Stern
- 1955 : Der 20. Juli
- 1956 : Teufel in Seide
- 1956 : Ein Herz schlägt für Erika
- 1958 : Hunde, wollt ihr ewig leben
- 1958 : Alle Sünden dieser Erde
- 1958 : Taiga
- 1958 : Ich war ihm hörig
- 1958 : Worüber man nicht spricht – Frauenarzt Dr. Brand greift ein
- 1959 : So weit die Füße tragen (miniserie TV)
- 1959 : Die Wahrheit über Rosemarie
- 1960 : Endstation Rote Laterne
- 1960 : Am grünen Strand der Spree (miniserie TV)
- 1960 : Der Schlagbaum (telefilm)
- 1960 : Soldatensender Calais
- 1961 : Das Bildnis des Dorian Gray (telefilm)
- 1961 : Ruf zur Leidenschaft (telefilm)
- 1961 : Schwarzer Kies
- 1962 : Das Leben des Galilei (telefilm)
- 1962 : Das Rätsel der roten Orchidee
- 1962 : Das Abschiedsgeschenk (telefilm)
- 1962 : Nur eine Karaffe (telefilm)
- 1962 : El día más largo
- 1963 : Schlacht von Stalingrad (telefilm)
- 1963 : Dantons Tod (telefilm)
- 1963 : Das Abschiedsgeschenk (telefilm)
- 1963 : Die Abrechnung (telefilm)
- 1963 : Das große Vorbild (telefilm)
- 1963 : Die volle Wahrheit (telefilm)
- 1964 : Nebelmörder
- 1964 : Der Prozess Carl von O.
- 1964–1966 : Gewagtes Spiel (serie TV)
- 1965 : Paris muss brennen – Die Rettung der französischen Hauptstadt durch den General von Choltitz (telefilm)
- 1965 : Und nicht mehr Jessica (telefilm)
- 1966 : Der letzte Raum (telefilm)
- 1966 : Der Fall Jeanne d'Arc (telefilm)
- 1966 : Raumpatrouille – Die phantastischen Abenteuer des Raumschiffes Orion (serie TV), episodio Die Raumfalle
- 1967 : Liebe für Liebe (telefilm)
- 1967 : Der sanfte Lauf
- 1967 : Die fünfte Kolonne (serie TV), episodio Der Fall Schurzheim
- 1967 : Das Kriminalmuseum (serie TV), episodio Kaliber 9
- 1967 : Philadelphia, ich bin da (telefilm)
- 1967 : Gottes zweite Garnitur (telefilm)
- 1968 : Claus Graf von Stauffenberg (telefilm)
- 1969 : Der Kampf um den Reigen (telefilm)
- 1969 : Die Hupe – Eine Schülerzeitung (miniserie TV)
- 1969 : Goya (miniserie TV)
- 1969 : Das Rätsel von Piskov (telefilm)
- 1970 : Ferdinand Graf von Zeppelin – Stunde der Entscheidung (telefilm)
- 1970 : Tod nach Mitternacht (telefilm)
- 1970 : Recht oder Unrecht (serie TV)
- 1971 : Preußen über alles. Bismarcks deutsche Einigung (miniserie TV)
- 1971 : Deutschstunde (telefilm)
- 1971 : Der Kommissar (serie TV), episodio Der Tod des Herrn Kurusch
- 1972 : Alarm (serie TV)
- 1972 : Ende einer Dienstfahrt (telefilm)
- 1972 : Mit dem Strom (telefilm)
- 1973 : Der rote Schal (miniserie TV)
- 1973 : Die Powenzbande (miniserie TV)
- 1973 : Einfach davonsegeln (telefilm)
- 1974 : Karl May
- 1975 : Rufzeichen (serie TV)
- 1975 : Der Anwalt (serie TV)
- 1975 : Memento mori (telefilm)
- 1975 : Ein deutsches Attentat (telefilm)
- 1975 : Der Strick um den Hals (miniserie TV)
- 1976 : Seniorenschweiz (telefilm)
- 1976 : Derrick (serie TV), episodio Tod des Trompeters
- 1977 : Eurydike oder das Mädchen von Nirgendwo (telefilm)
- 1977 : Zeit der Empfindsamkeit (telefilm)
- 1978 : Gesche Gottfried (telefilm)
- 1978 : Der Geist der Mirabelle, Geschichten von Bollerup (telefilm)
- 1978 : Marja (telefilm)
- 1979 : Der Wald (telefilm)
- 1979 : Derrick (serie TV), episodio Ein unheimliches Haus
- 1980 : Lucilla (serie TV)
- 1981 : Der Richter (telefilm)
- 1981 : Die Knapp-Familie (miniserie TV)
- 1981 : Tatort (serie TV), episodio Usambaraveilchen
- 1983 : Hanna von Acht bis Acht (telefilm)
- 1984 : Gespenstergeschichten (serie TV)
- 1985 : Der Fahnder (serie TV), episodio Ein Toter läuft Amok
- 1985 : Die Schwarzwaldklinik (serie TV, episodio Sterbehilfe
- 1987 : Tot oder lebendig (telefilm)

## Radio (selección)
- 1959 : Francis Durbridge: Paul Temple und der Fall Conrad, dirección de Willy Purucker (BR)
- 1961 : Georges Simenon: Maigret und seine Skrupel, dirección de Heinz-Günter Stamm (BR, Der Audio Verlag 2005. ISBN 978-3898133906)
- 1963 : Otto Heinrich Kühner: Die Übungspatrone, dirección de Fritz Schröder-Jahn
- 1966 : Elias Canetti: Die Befristeten, dirección de Raoul Wolfgang Schnell (WDR)
- 1966 : Dorothy L. Sayers: Der Glocken Schlag, dirección de Otto Kurth (BR)
- 1971 : Arnold E. Ott: Radar-Kontrolle, dirección de Heinz-Günter Stamm (BR)
- 1975 : Momo (serie a partir de Michael Ende, con Irina Wanka)
- 1980 : Die unendliche Geschichte
- 1983 : Harlekin muss sterben (HR/NDR/RIAS/SR)
- 1984 : Niels Höpfner: Der Hummelforscher, dirección de Thomas Köhler (SWF)
- 1984 :  Michael Koser: Der letzte Detektiv: Safari, dirección de Heiner Schmidt (BR)
- 1985 : Janwillem van de Wetering: Der Commissaris geht in Kur, dirección de Peter Michel Ladiges (SWF/SFB)